# La Rivière Dotonbori
Pour plus de détails, voir Fiche technique et Distribution.
La Rivière Dotonbori (道頓堀川, Dōtonborigawa) est un film japonais réalisé par Kinji Fukasaku, sorti en 1982.

## Synopsis
Une femme de 29 ans, ancienne prostituée, et amante d'un marchand, entretient une relation avec un jeune étudiant de 19 ans.

## Fiche technique
- Titre : La Rivière Dotonbori[1]
- Titre original : 道頓堀川 (Dōtonborigawa?)
- Réalisation : Kinji Fukasaku
- Scénario : Kinji Fukasaku et Tatsuo Nogami d'après le roman de Teru Miyamoto
- Musique : Kei Wakakusa (ja)
- Photographie : Takashi Kawamata
- Décors : Kyōhei Morita
- Montage : Kazuo Ōta (ja)
- Production : Akira Oda
- Société de production : Shōchiku
- Pays de production :  Japon
- Langue originale : japonais
- Genre : Drame et romance
- Durée : 123 minutes
- Dates de sortie : 
  - Japon : 12 juin 1982[2]

## Distribution
- Keiko Matsuzaka : Machiko
- Hiroyuki Sanada : Kunihiko Yasuoka
- Tsutomu Yamazaki : Tetsuo Takeuchi
- Kōichi Satō : Masao Takeuchi
- Mariko Kaga : Yuki
- Tsunehiko Watase : Kozo Watanabe
- Yuki Kodate : Satomi Matsumoto, la strip-teaseuse
- Maki Carousel : Kaoru
- Akira Emoto : Ishizuka
- Rei Okamoto : Suzuko
- Akira Nagoya : Katsu-san
- Hideji Ōtaki : Tamada
- Ryūji Katagiri : Noguchi
- Rie Yokoyama : Rika

## Distinctions
Le film a été nommé pour sept Japan Academy Prizes et a reçu celui du meilleur réalisateur (conjointement pour le film La Marche de Kamata) et meilleure actrice pour Keiko Matsuzaka (également conjointement pour le film La Marche de Kamata).